# Phare de Tegeler Plate
Le phare de Tegeler Plate (en allemand : Leuchttrum Tegeler Plate) est un phare actif situé dans l'embouchure de la Weser (Basse-Saxe), en Allemagne. Il est géré par la WSV de Bremerhaven 

## Histoire
Le phare de Tegeler Plate , mis en service en 1965 sur un banc de sable de l'estuaire de la Weser, est une tour ronde en acier de 2,5 m de diamètre supportant un local technique octogonale et une lanterne. Il a remplacé un bateau-phare sur cette position. Il se situe à environ 15 km au sud-est du phare d'Alte Weser.
Il est entièrement automatisé et possède un Système d'identification automatique pour la navigation maritime (AIS).

## Description
Le phare  est une tour cylindrique en acier de 24 m de haut, avec galerie et lanterne. Les quartiers des gardiens sont incorporés dans la tour. La tour est peinte en rouge avec un soubassement noir, la lanterne est blanche. Son feu isophase émet, à une hauteur focale de 21 m, trois éclats (blanc rouge vert selon direction) par période de 12 secondes.
Sa portée est de 21 milles nautiques (environ 39 km) pour le feu blanc, 17.9 milles nautiques (environ 33 km) pour le feu rouge et 16.5 milles nautiques (environ 31 km) pour le feu vert.
Manquant de visibilité, Il est équipé d'une corne de brume.
Identifiant : ARLHS : FED-020 - Amirauté : B1196 - NGA : 10320 .
|                           |
| Position de Teleger Plate |

|          |
| Le phare |

### Lien connexe
- Liste des phares en Allemagne